# Takuto Otoguro
Takuto Otoguro (jap. 乙黒 拓斗, Otoguro Takuto; * 13. Dezember 1998 in der Präfektur Yamanashi) ist ein japanischer Ringer. Er wurde 2018 Weltmeister im freien Stil in der Gewichtsklasse bis 65 kg Körpergewicht.

## Werdegang
Takuto Otoguro begann junger Schüler mit dem Ringen. Er stammt aus einer Ringerfamilie, auch sein älterer Bruder Keisuko Otoguro gehört zu den besten japanischen Freistilringern. Nach dem Übertritt in die Teikyo High School (Oberschule) in Tokio wurde er schnell zu einem der besten japanischen Nachwuchsringer. 2014, 2015 und 2016 wurde er japanischer Oberschul-Meister in den Gewichtsklasse bis 50 kg, 55 kg und 60 kg Körpergewicht. Seit 2017 besucht er die Yamanashi Gaksun University in Tokio und startet für den Ringer-Club dieser Universität.
Durch eine gute Platzierung bei der japanischen Meisterschaft 2017 qualifizierte er sich für die Teilnahme am Meiji-Cup in Tokio, der im Juni 2018 stattfand. Zur Überraschung vieler, gewann er dieses Turnier in der Gewichtsklasse bis 65 kg vor dem olympischen Silbermedaillengewinner Rei Higuchi, den er im Finale mit 6:0 Punkten besiegte. Im Juli 2018 musste er in einem Entscheidungskampf für den Startplatz bei der Weltmeisterschaft 2018 noch gegen den japanischen Meister von 2017 Daichi Takatani, der am Meiji-Cup wegen einer Verletzung nicht teilnehmen konnte, antreten. Takuto Otoguro gewann diesen Kampf vorzeitig mit 11:0 Punkten.
Die internationale Karriere von Takuto Otoguro begann bereits im Jahre 2013, als er bei der Junioren-Weltmeisterschaft (Cadets) in Zrenjanin in der Gewichtsklasse bis 46 kg eine Bronzemedaille gewann. 2014 wurde er in Bangkok Asienmeister der Junioren (Cadets) in der Gewichtsklasse bis 50 kg Körpergewicht. Bei der Junioren-Weltmeisterschaft 2015 (Cadets) verlor er in der 2. Runde gegen den Iraner Nader Amirgholi Nasrisamakoush und kam dadurch nur auf den 11. Platz. Umso besser schnitt er bei der Junioren-Weltmeisterschaft 2015 (Cadets) in Sarajevo ab, denn er gewann dort den Titel in der Gewichtsklasse bis 54 kg Körpergewicht. In den älteren Juniorenklassen Juniors und U 23 nahm er bisher an keinen internationalen Meisterschaften teil.
Im April 2018 vertrat er zusammen mit Daichi Takatani die japanischen Farben beim Mannschafts-Welt-Cup in Iowa City. Er wurde in der Gewichtsklasse bis 65 kg zweimal eingesetzt und kam dabei zu Siegen über Sharvan Sharvan, Indien und Logan Stieber aus den Vereinigten Staaten. Bei der Weltmeisterschaft 2018 in Budapest startete er in der gleichen Gewichtsklasse und besiegte dort George Bucur Rumänien, Wassylyj Schuptar, Ukraine und Andrei Perpelita, Moldawien alle vorzeitig durch techn. Überlegenheit. Im Halbfinale bezwang er den starken Russen Achmed Chakajew mit 15:10 Punkten und im Finale kam er in einem lebhaften von vielen tollen Aktionen gekennzeichneten Kampf zu einem 16:9 Punktsieg über den Inder Bajrang Punia. Takuto Otoguro wurde mit diesem Erfolg zum jüngsten japanischen Weltmeister (19 Jahre) in der Geschichte des japanischen Ringersports.
Beim Freistil-Team-Welt-Cup im März 2019 kam Takuto Otoguro nicht zum Einsatz. Im Juni 2019 verlor er bei dem für die Nominierung für die Weltmeisterschaft maßgebenden Meiji-Cup in Tokio im Finale der Gewichtsklasse bis 65 kg gegen Rei Higuchi, der ihn nach 5:47 Minuten mit 15:5 Punkten vorzeitig von der Matte schickte. Für den 6. Juli 2019 wurde vom japanischen Ringer-Verband ein nochmaliger WM-Ausscheidungskampf gegen Rei Higuchi in Wako-City angesetzt. Diesen Kampf gewann Takuto Otoguro.
Bei der Weltmeisterschaft 2019 in Nur-Sultan (Kasachstan) konnte er seinen Titel in der Gewichtsklasse bis 65 kg nicht verteidigen. Er siegte dort zunächst über Waqsgen Tewanjan, Armenien, verlor dann gegen Gadschimurad Raschidow, Russland, besiegte in der Trostrunde den ehemaligen Weltmeister Hadschi Alijew, Aserbaidschan und Hadschi Mohamad Ali aus Bahrain. Er verlor aber den Kampf um einer der Bronzemedaillen gegen Ismail Mussukajew aus Ungarn.
Im Februar 2020 überzeugte Takuto Otoguro bei der Asienmeisterschaft in New Delhi. Er holte sich dort mit überlegenen Siegen über Mohammed Kareem, Irak, Daulet Nijaswbekow, Kasachstan, Njandorj Battulga, Mongolei und Bajrang Punia, Indien, den Titel in der Gewichtsklasse bis 65 kg.

## Internationale Erfolge
| Jahr | Platz | Wettbewerb                                           | Gewichtsklasse | Ergebnisse |
| 2013 | 3.    | Junioren-WM (Cadets) in Zrenjanin                    | bis 46 kg      | nach Siegen über Bogdan Lazarew, Ukraine und Oskar Bulaqui, Kanada, einer Niederlage gegen Fazil Hasanow, Aserbaidschan und einem Sieg über Deveci Bulent, Türkei                                                                        |
| 2014 | 1.    | Asiatische Juniorenmeisterschaft (Cadets) in Bangkok | bis 50 kg      | vor Nader Amirgholi Nasrisamakoush, Iran und Neeven 3, Indien |
| 2014 | 11.   | Junioren-WM (Cadets) in Snina, Slowakei              | bis 50 kg      | nach einem Sieg über Spencer Lee, USA und einer Niederlage gegen Nader Amirgholi Nasrisamakoush |
| 2015 | 1.    | Junioren-WM (Cadets) in Sarajevo                     | bis 54 kg      | vor Abasgadschi Magomedow, Russland, Geworg Abrahamian, Ukraine und Daton Ducin Fix, USA |
| 2018 | 1.    | WM in Budapest                                       | bis 65 kg      | nach Siegen über George Bucur, Rumänien (13:2), Wassylyj Schuptar, Ukraine (11:0), Andrei Perpelita, Moldawien (12:2), Achmed Chakajew, Russland (15:10) und Bajrang Punia, Indien (16:9)                                                |
| 2019 | 5.    | WM in Nur-Sultan                                     | bis 65 kg      | nach einem Sieg über Wasgen Tewanjan, Armenien, einer Niederlage gegen Gadschimurad Raschidow, Russland, Siegen über Hadschi Alijew, Aserbaidschan und Hadschi Mohamad Ali, Bahrain und einer Niederlage gegen Ismail Mussukajew, Ungarn |
| 2020 | 1.    | Asienmeisterschaft in New Delhi                      | bis 65 kg      | nach Siegen über Mohammed Kareem, Irak, Daulet Nijasbekow, Kasachstan, Njamdorj Battulga, Mongolei und Bajrang Punia, Indien |

## Erfolge bei nationalen Wettkäümpfen
| Jahr | Platz | Wettbewerb                           | Gewichtsklasse | Ergebnisse                                              |
| 2015 | 1.    | Japanische Oberschulen-Meisterschaft | bis 55 kg      | vor Ryutaro Hayama                                      |
| 2016 | 1.    | Japanische Oberschulen-Meisterschaft | bis 60 kg      | vor Kojiro Shiga                                        |
| 2016 | 1.    | Junioren-Cup                         | bis 60 kg      | vor Takumi Yoshimura                                    |
| 2018 | 1.    | Meiji-Cup in Tokio                   | bis 65 kg      | vor Rei Higuchi, Hirotaka Abe und Koki Shimizu          |
| 2018 | 1.    | WM-Qualifikation in Wako, Saitama    | bis 65 kg      | vor Daichi Takatani                                     |
| 2018 | 1.    | Japanische Meisterschaft             | bis 65 kg      | vor Daichi Takatani, Koki Shimizu und Rinya Nakamura    |
| 2019 | 2.    | Meiji-Cup in Tokio                   | bis 65 kg      | hinter Rei Higuchi, vor Yujiro Ueno und Takuma Taniyama |
| 2019 | 1.    | WM-Ausscheidungskampf in Wako-City   | bis 65 kg      | mit einem Sieg über Rei Higuchi                         |
| 2019 | 1.    | Japanische Meisterschaft             | bis 65 kg      | vor Rinya Nakamura, Shoya Shimae und Masakazu Komoi     |

Erläuterungen
- alle Wettkämpfe im freien Stil
- Cadets = Altersklasse bis zum 17. Lebensjahr
- WM = Weltmeisterschaften